# Вільям Ґібсон
Ві́льям Ґі́бсон (англ. William Gibson; нар. 17 березня 1948) — канадський письменник-фантаст, есеїст та публіцист американського походження. Його називають першопрохідцем піджанру наукової фантастики, відомого як кіберпанк. У 1967 році переїхав до Канади на знак протесту проти війни у В'єтнамі та не бажаючи брати у ній участі. Невдовзі Гібсон отримав канадське громадянство. Почав свою письменницьку кар'єру в кінці 1970-х років. Його ранні роботи були похмурими прогнозами на ближче майбутнє людства. В них досліджувались впливи технологій, кібернетики і комп'ютерних мереж на людей. Ґібсон також ввів термін «кіберпростір» в своєму оповіданні «Спалити Хром» (1982), а потім популяризував поняття в гучному дебютному романі «Нейромант» (1984). Його трилогія «Кіберпростір» («Нейромант», «Занулення», «Мона Ліза стрімголов») привернула увагу мільйонів читачів. Деякі твори Гібсона написані у співавторстві з Брюсом Стерлінгом. Проза Гібсона має яскраво виражений соціально-психологічний и соціально-філософский характер, він вважається одним із найкращих стилистів сучасної американської літератури. Ґібсон є лауреатом премії Гросмейстер фантастики (2019) та введений до Зали слави наукової фантастики (2008). Він також є лауреатом інших престижних премій фантастики —"Г'юго", «Неб'юла», Меморіальної премії Філіпа К. Діка (1985).
У 1999 році журнал «The Guardian» описав Ґібсона як «найважливішого романіста останніх двох десятиліть», в той час як «Sydney Morning Herald» назвав його «похмурим пророком» кіберпанку. Протягом усієї своєї кар'єри, Ґібсон написав понад 20 коротких оповідань і 10 романів з дуже хорошими відгуками, статті для кількох великих публікацій, а також співпрацював з акторами, режисерами та музикантами. Його творчість спричинила значний вплив в різних сферах, таких як наукові дослідження, дизайн, кіно, література, музика, кіберкультурі та технології.

## Біографія
Народився в місті Конвей, штат Південна Кароліна, у звичайній американській родині. Не сказати, що хлопчикові хотілося піти по стопах батьків і все життя працювати на державу, яка ледь помічала їхні жалюгідні спроби вибитися в люди. В 12 років він твердо знав, що буде письменником-фантастом. В 13 років, таємно від матері, купив собі набір книжок письменників біт-покоління — Джека Керуака, Вільяма Берроуза та інших, що значною мірою змінили його уявлення про літературу та й життя в цілому. Вчився в місцевій школі з баскетбольним нахилом, хоча весь свій вільний час проводив у кімнаті читаючи. Вільям був дуже сором'язливим підлітком. В 15 років поїхав вчитися в приватну школу в Аризоні.
Після смерті матері, коли йому було 18 років, Ґібсон кинув школу і вирушив подорожувати Каліфорнією та Європою. В 1967 році переїжджає в місто Торонто — за його словами він поїхав із США, щоб уникнути призову на в'єтнамську війну. В 1972 році одружився та облаштувався в Ванкувері (тихоокеанське узбережжя Канади), де й почав писати фантастику. Зрозумівши, що простіше розраховувати на стипендію, ніж працювати, вступає до університету Британської Колумбії, і в 1977 році здобуває ступінь бакалавра англійської літератури.
В університеті Ґібсон відвідував курси наукової фантастики; в цей час він пише своє перше оповідання Скалки голографічної троянди. В кінці 1980-их Ґібсон познайомився із творчістю Віктора Цоя і працював з Рашидом Нугмановим над сценарієм фільму, в якому головна роль відводилась знаменитому музиканту, але смерть Цоя не дозволила цьому проекту втілитись в життя[джерело?].
З 1968 року постійно проживає за межами США.

## Творчість
Першими творами, які автор виніс на суд публіки, були короткі фантастичні оповідання, повні незрозумілих термінів, що описують симбіоз кібернетики і людського життя, що оповідають про те, як віртуальна реальність змінила життя людей. У першій половині 1980-их років, крім інших оповідань, опублікував «Мнемонік Джонні» (1981) і «Спалити Хром» (1982), якими практично відкрили новий напрямок у фантастиці, який пізніше одержав назву «кіберпанк». 1984 року Ґібсон видав роман «Нейромант», який став класичним твором в стилі «кіберпанк». Критики в один голос заявляють, що Вільям Ґібсон є родоначальником літературного стилю кіберпанк, хоча сам автор від цього категорично відхрещується. Цікавий факт, що Гібсон, не маючи на той момент практично ніякого досвіду роботи з комп'ютером, висунув і розробив ідеї кіберпростору і віртуальної реальності, що були технічно реалізовані через кілька років — причому пріоритет ідеї Гібсона визнавався всіма розробниками.
1986 року вийшов роман «Занулення», а роман «Мона Ліза стрімголов» (1988) залучив мільйони читачів. Деякі твори Гібсона створені в співавторстві з Брюсом Стерлінгом.
При гострому сюжеті насичував твори описами ґаджетів. Пророкував, що центром постіндустріального суспільства стане Японія, хоча сам в цій країні ніколи не бував. Наприклад, Тіба в «Нейромантику» — це деяка фантазія на тему американського Детройта, перенесена в Японію. «Детройтом ж ніхто ніколи не пишався — це просто брудна й жахлива окраїна» — говорить автор. Багато писав про Японію тому, що спілкувався з багатьма японськими туристами, що заїжджали в Ванкувер, і їх розповіді про зовсім іншу культуру його зацікавлювали. Рушійною силою глобалізації бачив діяльність транснаціональних корпорацій. При цьому, світ майбутнього в описі Ґібсона — не дуже приємне місце. Життя суспільства в ньому повністю підпорядковане інтересам ворогуючих корпорацій.
Сам Ґібсон вважає жанр наукової фантастики тільки інструментом, за допомогою якого він може зробити щось нове в літературі. А від ярлика «винахідника нового жанру» він відхрещується, оскільки вважає, що навішування ярликів на свою діяльність несе загрозу смерті цілому жанру. «Думаю, що ярлик заплутає менш відомих авторів, які захочуть займатись цим надалі. З'явиться багато історій про хлопцях з ірокезами, які раптом сіли за комп'ютер. Кіберпанк б'є мимо мішені», — зазначив автор у своєму інтерв'ю 1986 року. — «Коли оповідання „Червона зірка, орбіта зими“ було опубліковане, ми ще навіть не знади про схожі терміни».
В творах останнього цикла («Розпізнавання образів», «Країна привидів») Ґібсон відійшов від традиційного опису кіберпанкового світу. В цих оповіданнях Гібсон переносить дії із майбутнього в теперішнє, де немає біоімплантантів та інших ознак стилю. Описані раніше «фантастичні» речі вже непомітно ввійшли в ввжиток у звичайному житті людей.
Проза Ґібсона має яскраво виражений соціально-психологічний і соціально-філософський характер, він вважається одним з найкращих стилістів сучасної американської літератури.
Лауреат премій «Г'юґо», «Неб'юла» і нагороди імені Філіпа К. Діка (1985).
За його оповіданнями знято два фільми: «Джонні-Мнемонік» (1995) і «Готель „Нова Троянда“» (1998).

### Романи
- Трилогія «Кіберпростір» (Cyberspace Trilogy, 1984—1988)

1. Нейромант (Neuromancer, 1984)
2. Занулення (Count Zero, 1986)
3. Мона Ліза Стрімголов (Mona Lisa Overdrive, 1988)

- Різницева машина (також «Машина різниць»; The Difference Engine, у співавторстві з Брюсом Стерлінгом, 1990)
- Трилогія «Міст» (Bridge Trilogy, 1993—1999)

1. Віртуальне світло (Virtual Light, 1993)
2. Ідору (Idoru, 1996)
3. Усі вечірки завтрашнього дня (All Tomorrow's Parties, 1999)

- Розпізнавання образів (Pattern Recognition, 2003)
- «Distrust That Particular Flavor» (2012).
- «Периферійні пристрої» (The Peripheral, 2014).

### Оповідання
- Осколки голографічної троянди (Fragments of a Hologram Rose, 1977)
- Континуум Гернсбека (The Gernsback Continuum, 1981)
- Джонні-Мнемонік (Johnny Mnemonic, 1981) перекладено українською / екранізовано 1995
- Hinterlands (1981)
- Готель «Нова Троянда» (New Rose Hotel, 1981) / екранізовано 1998
- The Belonging Kind (у співавторстві з Брюсом Стерлінгом, 1981)
- Спалити Хром (Burning Chrome, 1982)
- Red Star, Winter Orbit (у співавторстві з Брюсом Стерлінгом, 1983)
- Зимовий ринок (The Winter Market, 1985)
- Dogfight (у співавторстві з Майклом Свонвіком, 1985)
- Doing Television (1990)
- Skinner's Room (1990)
- Кібер-Санта (Cyber-Claus, 1991)
- Thirteen Views of a Cardboard City (1997)
- Hippy Hat Brain Parasite

### Статті
- Діснейленд зі смертною карою, в журналі Wired за вересень/жовтень 1993 року.

## Переклади українською
- Вільям Ґібсон. Нейромант; з англ. пер. О. Любарська — К.: Видавництво, 2017. — 350 с. ISBN 978-966-97574-3-2
- Вільям Ґібсон. Занулення; з англ. пер. О. Любарська, О. Стукало — К.: Видавництво, 2021. — 288 с. ISBN 978-617-7818-22-8
- Вільям Ґібсон. Мона Ліза стрімголов; з англ. пер. Н. Гриценко — К.: Видавництво, 2021. — 320 с. ISBN 978-617-7818-35-8
- Вільям Ґібсон. Спалити Хром; з англ. пер. Н. Гриценко — К.: Вид-во Жупанського, 2022. — (Ad Astra) — 200 с. ISBN 978-617-7585-47-2